# Amando de Miguel
Amando de Miguel Rodríguez (Pereruela, 20 de enero de 1937-Madrid, 3 de septiembre de 2023) fue un sociólogo español, considerado clave en la sociología moderna en España. 

## Biografía
Fue catedrático emérito de Sociología de la Universidad Complutense. Realizó estudios de postgrado en la Universidad de Columbia y fue profesor visitante en las de Yale y Florida y en El Colegio de México. Profesó, además, en las universidades de Valencia y Barcelona. En 2008 fue profesor visitante en la Universidad de Texas en San Antonio.
Publicó más de 120 libros y miles de artículos. Constan, al menos, 124 libros publicados, 90 artículos de revistas y 47 colaboraciones.
Fue habitual en los medios de comunicación, tanto en radio (Antena 3 Radio, Viva la gente, entre 1985 y 1992; Cadena COPE, en La mañana, entre 1992 y 2008; Onda Cero, en el espacio presentado por el periodista Carlos Herrera, Herrera en la onda, desde 2008), como prensa escrita (el periódico La Gaceta desde 2009), prensa digital (Libertad Digital) y televisión (Telemadrid —Madrid opina—, Veo7 e Intereconomía Televisión). En 1981 firmó el manifiesto de los 2300 en defensa del español en Cataluña.
En los años 1990, dirigió la empresa demoscópica Tábula V, pronto desacreditada por su tendencia a sobrevalorar el voto al Partido Popular, al que Amando de Miguel era claramente afín. En 1996 pronosticó una victoria de José María Aznar, candidato del Partido Popular por casi 13 puntos porcentuales sobre Felipe González, candidato del Partido Socialista Obrero Español (44,1 % frente al 32,5 %) en las elecciones generales. Sin embargo, el resultado final sólo arrojó una diferencia de 1,16 puntos porcentuales entre ambos candidatos, menos de 300 000 votos (38,8% frente al 37,6%). Tábula V finalmente fracasó empresarialmente y fue liquidada.
Desde 2004 fue miembro del Consejo Económico y Social de la Comunidad de Madrid.
Formó parte del Patronato de Honor de la Fundación para la Defensa de la Nación Española (DENAES), vinculado al partido político español Vox. También formó parte del think tank Fundación Disenso, vinculada a dicho partido político.
Fue galardonado con los premios de ensayo: Espasa (1988), Jovellanos (2001), Miguel Espinosa (2003), Premio de Cuentos Café “El Pícaro” (Toledo, 2004) y Premio Ensayo Breve de Sociología “Fermín Caballero” (Cuenca, 2007). Asimismo se le otorgaron los premios "Mayores en acción 2010" (CEOMA, Madrid), "Por la defensa de valores y la libertad 2010" (Foro Peñalba, Madrid).
Fue académico correspondiente de la Real Academia de Córdoba de Ciencias, Bellas Letras y Nobles Artes (2011).

## Obra
- Antología de Pérez Galdós (1961).
- Metodología y sistemática de una encuesta sociológica (1961).
- Los empresarios ante el poder público (1966).
- Informe sociológico sobre la situación social de España (FOESSA) (1966).
- Introducción a la sociología de la vida cotidiana (1969).
- La documentación en la investigación sociológica (1969).
- El capital humano (1969).
- Un futurible para España (1969).
- Dinámica del desarrollo industrial de las regiones españolas (1972).
- Sociología o Subversión (Plaza & Janés, 1972).
- España, marca registrada (1972).
- La sociedad española en 1985 (1972).
- Antología de artículos de índole política publicados en el diario Madrid (1973).
- Carta abierta a una universitaria (Ediciones 99, 1973).
- Diagnóstico de la Universidad (1973).
- Homo sociologicus hispanicus (1973).
- Manual de Estructura Social de España (Tecnos, 1974).
- Yo critico (1974).
- Sexo, mujer y natalidad en España (Cuadernos para el diálogo, 1974).
- Sociología del franquismo (Euros, 1975).
- El miedo a la igualdad (1975).
- Los arquitectos en España (1975).
- Desde la España predemocrática (Ediciones Paulinas, 1976).
- Reformar la Universidad (1976).
- 40 millones de españoles, 40 años después (1976).
- La herencia del franquismo (1976).
- Franco, Franco, Franco (1976).
- Recursos humanos, clases y regiones de España (1977).
- La pirámide social española (1977).
- El poder de la palabra (1978).
- La estructura social de las ciudades españolas (1978).
- Los narcisos (1979).
- La Universidad, fábrica de parados (1979).
- Los intelectuales bonitos (1980).
- Sociología de las páginas de opinión (1982).
- Sociología de las profesiones (1982).
- Diez errores sobre la población española (1982).
- Ensayo sobre la población de México (1983).
- La población castellana (1984).
- La bola de cristal (1984).
- La perversión del lenguaje (1985).
- El rompecabezas nacional (1986).
- Panorama de la emigración española en Europa (1986).
- Población y recursos humanos en Castilla y León (1986).
- Sociología de la vida cotidiana (1987).
- España cíclica (1987).
- El aula en el aire (1987).
- España oculta (1988).
- Estudio sociológico sobre las máquinas recreativas con premio (1988).
- La ambición del César (1989).
- Fantasía fiscal (1990).
- Los españoles (1990).
- La población de Madrid a lo largo del último siglo (1991).
- Cien años de urbanidad (1991).
- La sociedad española 1992-1993 (1992).
- La sociedad española 1993-1994 (1994).
- La sociedad española 1994-1995 (1995).
- La España de nuestros abuelos (1995).
- Con sentido común (1996).
- La sociedad española 1995-1996 (1996).
- Manual del perfecto sociólogo (1997).
- Autobiografía de los españoles (1997).
- El impacto de la telefonía móvil en la sociedad española (1997).
- ABC de la opinión española, (1997).
- La sociedad española 1996-97 (1997).
- Opinión pública y nivel de vida (1998).
- El final de un siglo de pesimismo 1898-1998, (1998).
- El Sexo de nuestros abuelos, (1998).
- Los españoles y los libros, (1998).
- La movilidad urbana y los vehículos de dos ruedas, (1998).
- Los madrileños y el consumo, (1998).
- El libro de las preguntas (1999).
- Los madrileños y su ciudad (1999).
- Los derechos del consumidor en el municipio de Madrid (1999).
- Estudio Sociológico SANOFI: Mujeres e hipertensión (1999).
- El espíritu de Sancho Panza. El carácter español a través de los refranes (2000).
- Imagen social recíproca de españoles y portugueses de la Raya (2000).
- Dos generaciones de jóvenes (1960-1998) (2000).
- Los peatones y el tráfico urbano (2000).
- Los emigrantes españoles (2000).
- Las profecías no se cumplieron (2001).
- Los españoles y los impuestos (2001).
- Cuando éramos niños (2001).
- Los mayores activos (2001).
- Historias de amor (2001).
- La vida cotidiana de los españoles en el siglo XX (2001).
- Retrato de Aznar con paisaje al fondo (2002).
- La sociedad navarra: entre la escisión y la esperanza (2002).
- Los pecados capitales de los españoles y el consumo (2002).
- Las transformaciones de la vida cotidiana en el umbral del siglo XXI (2002).
- Nuestros hijos (2002).
- Saber beber, saber vivir (2002).
- El idioma español (2002).
- Calidad de vida laboral y organización del trabajo (2002).
- Sociología de la seguridad vial (2003).
- El final del franquismo: testimonio personal (2003).[13]
- Las ideas económicas de los intelectuales españoles (2003).
- Sancho Panza lee El Quijote (2004).
- La mentalidad de los españoles a comienzos del siglo XXI (2004).
- La gran transformación de la sociedad española (2004).
- Memoria de un paseante en corte (2004).
- Aportación de los colegios profesionales a la sociedad (2004).
- El futuro de la sanidad en España (2004).
- Sobre gustos y sabores: los españoles y la comida (2004).
- Servir al rey: recuerdo de la mili: 1938-2001 (2005).
- Secuestro prolongado (2005).
- El arte de envejecer (2005).
- La lengua viva (2005).
- Sociología del Quijote (2005).
- Nuestro mundo no es de este reino (2005).
- Entre los dos siglos (2005).
- Los españoles y la religión (2005).
- Hacían una pareja estupeda... (2006).
- Escritos contra corriente (2006).
- Se habla español (2009).
- La magia de las palabras (2009).
- Memorias y desahogos (2010).
- Historia de una mujer inquieta (2011).
- Judíos en la ciudad de los Ángeles (2011).
- Hablando pronto y mal (2013).
- Amores septuagenarios (2014).
- El cambio que viene (2015).